# Mắm trắng
Mắm trắng (danh pháp khoa học: Avicennia marina),, hay mắm lưỡi đồng là loại cây bụi ngập mặn chính thức, rậm rạp, thấp thường mọc nhánh ở gần gốc. Cây bụi không cao hơn 20 cm. Lá có màu lục sẫm, dài 15 cm, rộng 5 cm, có màu bạc bên dưới phiến lá. Hoa màu vàng cam, mọc thành cụm có đường kính 3 đến 4 mm khi nở. Vỏ cây mịn, nâu đen, có nhiều vết nứt nhỏ. Quả có màu lục xám và hình nón dài đến 4 cm. Mắm trắng phát triển trên đến bùn khô ven sông gần biển.